# Regard (sciences sociales)
Pour les articles homonymes, voir Regard (homonymie).

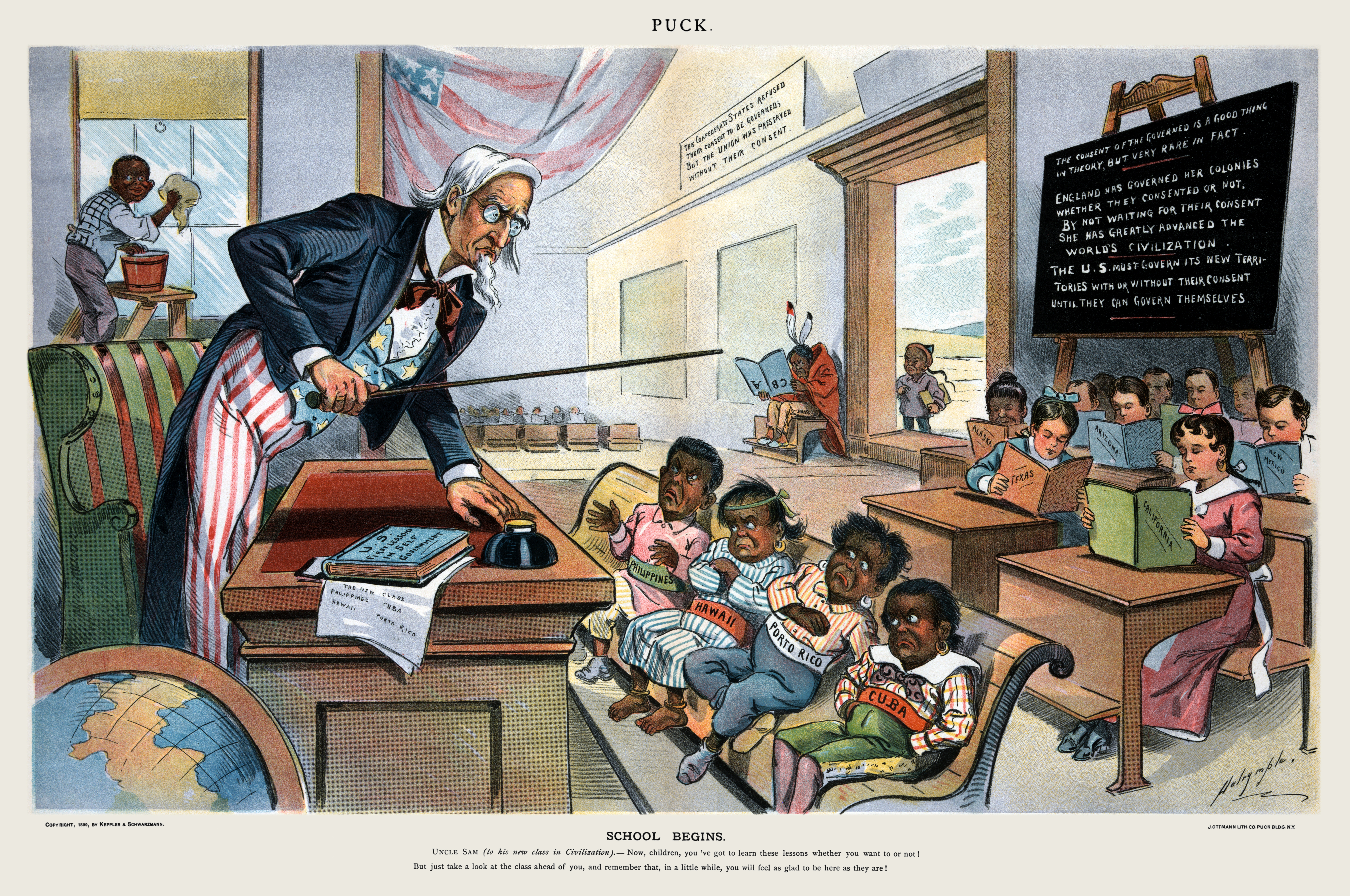
Caricature montrant l'Oncle Sam faisant la leçon à quatre enfants étiquetés Philippines, Hawaii, Porto Rico et Cuba devant des enfants tenant des livres étiquetés de divers États américains. À l'arrière-plan, on voit un Amérindien tenant un livre à l'envers, un jeune Chinois à la porte et un jeune Noir nettoyant une fenêtre.

En sociologie, le regard (parfois noté avec une majuscule : « Regard ») est la manière dont un individu ou un groupe d'individus (le « regardant ») perçoit et se représente son environnement et en particulier soi-même et les autres individus. Nombre de ces théories insistent sur la façon dont l'attitude du « regardant » ou même le seul fait d'être soumis au regard peut modifier le « regardé »
Le thème du regard en psychologie, sociologie et dans ce qui est désigné dans le milieu académique anglo-saxon comme les cultural studies fut popularisé après que la philosophie postmoderne et les théories sociales furent introduites dans les années 1960 par Jean-Paul Sartre, Jacques Lacan et Michel Foucault.
Dans le champ social, le concept de regard joue un rôle important pour certaines théories qui en font un enjeu de pouvoir entre groupes sociaux. Ainsi selon certaines féministes[Lesquelles ?], la manière dont les hommes regardent les femmes influence directement la manière dont les femmes se perçoivent elles-mêmes.[réf. nécessaire]

## Histoire
Le concept et les applications sociales du regard ont été définis et développés par les philosophies existentialistes et phénoménologique. Jean-Paul Sartre a décrit le regard (ou « le regard ») dans L'Être et le Néant (1943). Michel Foucault, dans Discipliner et punir : la naissance de la prison (1975) a développé le concept de regard pour illustrer la dynamique des relations de pouvoir socio-politiques et la dynamique sociale des mécanismes disciplinaires de la société. Jacques Derrida, dans L'animal qui donc je suis (Plus à venir) (1997), a développé les relations inter-espèces qui existent entre les êtres humains et les autres animaux, qui s'établissent par le biais du regard.
il est par la suite popularisé dans les milieux académiques anglo-saxon comme les cultural studies.

## Le regard dans les systèmes de pouvoir
Le regard peut être compris en termes psychologiques : « regarder implique plus que regarder – cela signifie une relation psychologique de pouvoir, dans laquelle le regardeur est supérieur à l'objet du regard. »
Dans Practices of Looking: An Introduction to Visual Culture (2009), Marita Sturken et Lisa Cartwright ont déclaré que « le regard fait [conceptuellement] partie intégrante des systèmes de pouvoir et [des] idées sur la connaissance » ; que pratiquer le regard, c'est entrer dans une relation personnelle avec la personne regardée. Les concepts foucaultais de panoptisme, de binaire pouvoir/savoir et de biopouvoir abordent les modes d'autorégulation personnelle qu'une personne pratique lorsqu'elle est sous surveillance ; la modification du comportement personnel par le biais de la surveillance institutionnelle.
Dans La Naissance de la clinique (1963), Michel Foucault à d'abord appliqué le regard médical pour décrire et expliquer conceptuellement l'acte de regarder, dans le cadre du processus de diagnostic médical ; la dynamique de pouvoir inégale entre médecins et patients ; et l' hégémonie culturelle de l'autorité intellectuelle qu'une société accorde au savoir médical et aux guérisseurs. Dans Surveiller et punir (1975), Foucault développe le regard comme un appareil de pouvoir basé sur la dynamique sociale des relations de pouvoir et la dynamique sociale des mécanismes disciplinaires, tels que la surveillance et l'autorégulation personnelle, comme pratiques en prison et dans une école.

### Le regard masculin

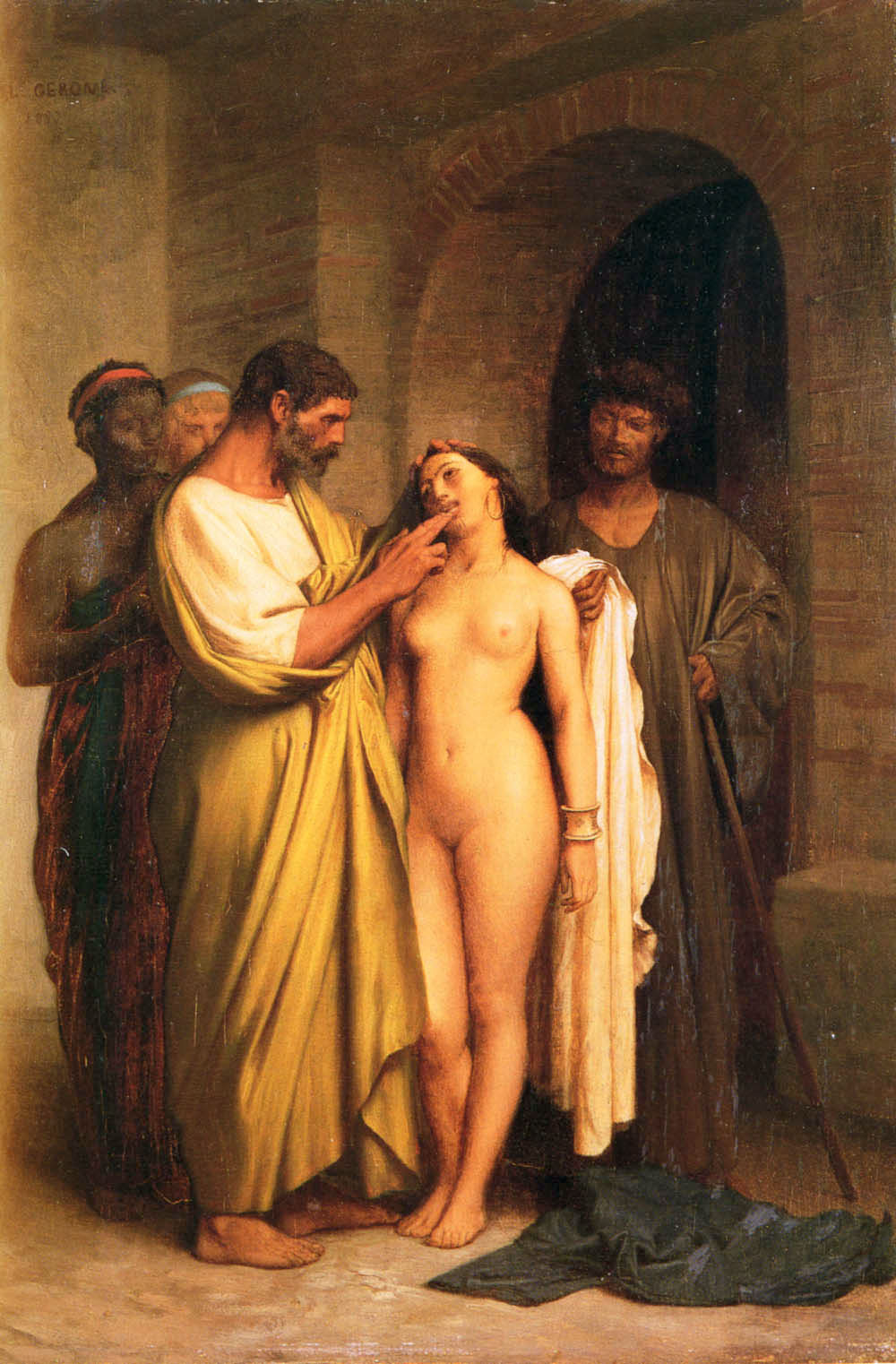
Le regard masculin consiste à représenter les femmes comme des objets sexuels pour le plaisir du spectateur masculin hétérosexuel.

Le concept de regard masculin a été utilisé pour la première fois par le critique d'art anglais John Berger dans Ways of Seeing, une série de films pour la BBC diffusée en janvier 1972, puis un livre, dans le cadre de son analyse du traitement du nu dans Peinture européenne. Il est rapidement devenu populaire parmi les féministes, dont la critique de cinéma britannique Laura Mulvey, qui l'a utilisé pour critiquer les représentations médiatiques traditionnelles du personnage féminin au cinéma.
Dans son essai de 1975, Plaisir visuel et cinéma narratif, Mulvey a déclaré que les femmes étaient objectivées dans le film parce que les hommes hétérosexuels contrôlaient la caméra. Les films hollywoodiens jouaient les modèles du voyeurisme et de la scopophilie. Le concept a par la suite exercé une influence sur la théorie du cinéma féministe et les études médiatiques.

#### Le regard opposé
Dans son essai de 1992 intitulé The Oppositional Gaze: Black Female Spectatorship, bell hooks s'oppose à la notion de regard masculin de Laura Mulvey en introduisant le regard oppositionnel des femmes noires. Ce concept existe comme la réciproque du regard normatif d'un spectateur blanc. Alors que l'essai de Laura Mulvey contextualise le regard masculin et son objectivation des femmes blanches, l'essai de hooks ouvre « l'opposition [comme] un paradigme clé dans l'analyse féministe du “regard” et des régimes scopophiles dans la culture occidentale. »
Le regard d'opposition reste une critique de rébellion en raison de la représentation erronée, soutenue et délibérée, des femmes noires au cinéma comme étant typiquement Mammy, Jézabel ou Sapphire.

### Le regard féminin
Dans le livre Trouble dans le genre (1990), Judith Butler propose l'idée du regard féminin comme moyen par lequel les hommes choisissent d'exercer leur masculinité en utilisant les femmes comme celles qui forcent les hommes à s'autoréguler. La réalisatrice Deborah Kampmeier rejette l'idée du regard féminin de préférence à l'expérience féminine. Elle affirme : 

« Pour moi personnellement, ce n'est pas (à propos) un regard féminin. C'est l'expérience féminine. Je ne regarde pas, je me déplace réellement à travers le monde, ressentant le monde émotionnellement et sensoriellement et dans mon corps. »

### Regard impérial
E. Ann Kaplan a introduit le concept postcolonial du regard impérial, dans lequel l'observé se trouve défini en termes de l'ensemble de valeurs-préférences de l'observateur privilégié. Du point de vue du colonisé, le regard impérial infantilise et banalise ce sur quoi il tombe, affirmant ainsi sa fonction de commandement et d'ordonnancement.
Kaplan commente : « Le regard impérial reflète l'hypothèse selon laquelle le sujet occidental blanc est central tout comme le regard masculin suppose la centralité du sujet masculin. »
 

### Regard postcolonial
Introduit par Edward Saïd sous le nom d'« orientalisme », le terme « regard post-colonial » est utilisé pour expliquer les relations que les pouvoirs coloniaux vis à vis des peuples des pays colonisés. Placer le colonisé à la place de « l' autre » a contribué à façonner et à asseoir l'identité du coloisateurl comme celle d'un conquérant et à agir comme tel. Le regard postcolonial « a pour fonction d'établir la relation sujet/objet ... il indique à son point d'émanation l'emplacement du sujet, et à son point de contact l'emplacement de l'objet. » Essentiellement, cela signifie que la relation colonisateur/colonisé permet une compréhension pour le colonisateur et le colonisé d'eux-mêmes et de leur identité. Le rôle de l'appropriation du pouvoir est central pour comprendre comment les colonisateurs ont influencé les pays qu'ils ont colonisés et est profondément lié au développement de la théorie post-coloniale. L'utilisation de la théorie du regard postcolonial permet aux sociétés anciennement colonisées de surmonter les barrières socialement construites qui les empêchent souvent d'exprimer leurs véritables droits.

#### Le regard du touriste masculin
L'image du tourisme se crée à travers des constructions culturelles et idéologiques et des agences de publicité dominées par les hommes. Ce qui est représenté par les médias suppose un type particulier de touriste : blanc, occidental, masculin et hétérosexuel, privilégiant le regard du « sujet maître » sur les autres. Cette représentation s'explique par la prépondérence d'hommes occidentaux dans les différents agences de production médiatiques. Grâce à ces influences, les caractéristiques féminines telles que la jeunesse, la beauté, la sexualité ou la possession d'un homme sont souhaitables, tandis que la prévalence des stéréotypes consistant en des femmes soumises et sensuelles avec des hommes "machos" puissants dans la publicité est projetée.

## Voir également